# Robert Niemann
Robert Niemann (* 23. August 1966 in München) ist ein deutscher Wirtschafts- und Fußballfunktionär.
Nach dem Studium der Betriebswirtschaftslehre und Psychologie in München promovierte er in der Kommunikationswissenschaft in Salzburg.
Von 1997 bis 1999 war er als Leiter der Programmkoordination bei der Pro Sieben Television Media AG angestellt. Danach war er bis 2002 im Vorstand der Victory Media AG und betreute dort den weltweiten Lizenzvertrieb und das Marketing. Von 2002 bis 2005 war er bei FremantleMedia als Vice President Sales für den deutschsprachigen Raum, Italien und Osteuropa verantwortlich.
Im Mai 2005 ging Niemann zu Sony Pictures Television International. Dort baute er die Bezahlsenders AXN und Animax im deutschsprachigen Raum auf. Im Juli 2008 wechselte er zur DFL. Er leitete die neugegründete Tochterfirma DFL Enterprises, die für die Vermarktung der Bundesliga in der ganzen Welt zuständig ist. Niemann trieb dort unter anderem die Einführung des Bundesligaballes von Adidas voran und konnte die Auslandseinnahmen verdoppeln.
Am 1. August 2010 trat Niemann seine neue Stelle als Geschäftsführer beim TSV 1860 München an. Nach dem gescheiterten Gerichtsstreit gegen den Stadionvermieter FC Bayern München unter seinem Vorgänger Manfred Stoffers versuchte Niemann, wieder eine Basis für eine weitere Zusammenarbeit zu schaffen. Im Oktober 2010 wurden dem TSV 1860 von der DFL zwei Punkte abgezogen, da im Frühjahr bei der Einreichung der Lizenzierungspapiere unzureichende Angaben gemacht worden waren. Niemann hatte den Verein zuvor selbst bei der DFL angezeigt, was in den Vereinsgremien allerdings umstritten war. Am 14. November 2010 legte Niemann sein Amt als Geschäftsführer beim TSV 1860 München nach 106 Tagen nieder und gab „persönliche Gründe“ an.
In seiner Jugend spielte Niemann aktiv Handball, fuhr Ski und betrieb Gerätturnen. Seit seinem 12. Lebensjahr betreibt er Segeln als Leistungssport. Daneben spielt er heute aktiv Golf.